# 张维秋
张维秋，中华人民共和国政治人物、外交官。
1995年，任中华人民共和国驻苏丹大使。1998年，接替孙必干担任中华人民共和国驻伊拉克大使。2003年，由杨洪林接任。